# Eddie Shore Award
Eddie Shore Award je udělována každoročně nejlepšímu obránci sezony AHL od sezony 1958/59.  Držitele určují hráči a média. Trofej nese jméno legendárního obránce Eddie Shorea.

## Vítězové
| Eddie Shore Award - (nejlepší obránce AHL) |                     |                                                        |
| Sezóna                                     | Hráč                | Tým                                                    |
| 2024/25                                    | Jacob MacDonald     | Colorado Eagles                                        |
| 2023/24                                    | Kyle Capobianco     | Manitoba Moose                                         |
| 2022/23                                    | Christian Wolanin   | Abbotsford Canucks                                     |
| 2021/22                                    | Jordan Gross        | Colorado Eagles                                        |
| 2020/21                                    | Ryan Murphy         | Henderson Silver Knights                               |
| 2019/20                                    | Jake Bean           | Charlotte Checkers                                     |
| 2018/19                                    | Zach Redmond        | Rochester Americans                                    |
| 2017/18                                    | Sami Niku           | Manitoba Moose                                         |
| 2016/17                                    | Matt Taormina       | Syracuse Crunch                                        |
| 2015/16                                    | T.J. Brennan        | Toronto Marlies                                        |
| 2014/15                                    | Chris Wideman       | Binghamton Senators                                    |
| 2013/14                                    | T.J. Brennan        | Toronto Marlies                                        |
| 2012/13                                    | Justin Schultz      | Oklahoma City Barons                                   |
| 2011/12                                    | Mark Barberio       | Norfolk Admirals                                       |
| 2010/11                                    | Marc Andre Gragnani | Portland Pirates                                       |
| 2009/10                                    | Danny Groulx        | Worcester Sharks                                       |
| 2008/09                                    | Johnny Boychuk      | Providence Bruins                                      |
| 2007/08                                    | Andrew Hutchinson   | Hartford Wolf Pack                                     |
| 2006/07                                    | Sheldon Brookbank   | Milwaukee Admirals                                     |
| 2005/06                                    | Andy Delmore        | Springfield Falcons                                    |
| 2004/05                                    | Niklas Kronwall     | Grand Rapids Griffins                                  |
| 2003/04                                    | Curtis Murphy       | Milwaukee Admirals                                     |
| 2002/03                                    | Curtis Murphy       | Houston Aeros                                          |
| 2001/02                                    | John Slaney         | Philadelphia Phantoms                                  |
| 2000/01                                    | John Slaney         | Wilkes-Barre/Scranton Penguins / Philadelphia Phantoms |
| 1999/00                                    | Brad Tiley          | Springfield Falcons                                    |
| 1998/99                                    | Ken Sutton          | Albany River Rats                                      |
| 1997/98                                    | Jamie Heward        | Philadelphia Phantoms                                  |
| 1996/97                                    | Darren Rumble       | Philadelphia Phantoms                                  |
| 1995/96                                    | Barry Richter       | Binghamton Rangers                                     |
| 1994/95                                    | Jeff Serowik        | Providence Bruins                                      |
| 1993/94                                    | Chris Snell         | St. John's Maple Leafs                                 |
| 1992/93                                    | Bobby Dollas        | Adirondack Red Wings                                   |
| 1991/92                                    | Greg Hawgood        | Cape Breton Oilers                                     |
| 1990/91                                    | Norm Maciver        | Cape Breton Oilers                                     |
| 1989/90                                    | Eric Weinrich       | Utica Devils                                           |
| 1988/89                                    | Dave Fenyves        | Hershey Bears                                          |
| 1987/88                                    | Dave Fenyves        | Hershey Bears                                          |
| 1986/87                                    | Brad Shaw           | Binghamton Whalers                                     |
| 1985/86                                    | Jim Wiemer          | New Haven Nighthawks                                   |
| 1984/85                                    | Richie Dunn         | Binghamton Whalers                                     |
| 1983/84                                    | Garry Lariviere     | St. Catharines Saints                                  |
| 1982/83                                    | Greg Tebbutt        | Baltimore Skipjacks                                    |
| 1981/82                                    | Dave Farrish        | New Brunswick Hawks                                    |
| 1980/81                                    | Craig Levie         | Nova Scotia Voyageurs                                  |
| 1979/80                                    | Rick Vasko          | Adirondack Red Wings                                   |
| 1978/79                                    | Terry Murray        | Maine Mariners                                         |
| 1977/78                                    | Terry Murray        | Maine Mariners                                         |
| 1976/77                                    | Brian Engblom       | Nova Scotia Voyageurs                                  |
| 1975/76                                    | Noel Price          | Nova Scotia Voyageurs                                  |
| 1974/75                                    | Joe Zanussi         | Providence Reds                                        |
| 1973/74                                    | Gordie Smith        | Springfield Kings                                      |
| 1972/73                                    | Ray McKay           | Cincinnati Swords                                      |
| 1971/72                                    | Noel Price          | Springfield Kings / Nova Scotia Voyageurs              |
| 1970/71                                    | Marshall Johnston   | Cleveland Barons                                       |
| 1969/70                                    | Noel Price          | Springfield Kings                                      |
| 1968/69                                    | Bob Blackburn       | Buffalo Bisons                                         |
| 1967/68                                    | Bill Needham        | Cleveland Barons                                       |
| 1966/67                                    | Bob McCord          | Pittsburgh Hornets                                     |
| 1965/66                                    | Jim Morrison        | Quebec Aces                                            |
| 1964/65                                    | Al Arbour           | Rochester Americans                                    |
| 1963/64                                    | Ted Harris          | Cleveland Barons                                       |
| 1962/63                                    | Marc Reaume         | Hershey Bears                                          |
| 1961/62                                    | Kent Douglas        | Springfield Indians                                    |
| 1960/61                                    | Bob McCord          | Springfield Indians                                    |
| 1959/60                                    | Larry Hillman       | Providence Reds                                        |
| 1958/59                                    | Steve Kraftcheck    | Rochester Americans                                    |

## Bostonská Eddie Shore Award
Jedna z výročních cen klubu NHL Boston Bruins také nese název Eddie Shore Award. Je udělována hráči s největším herním odhodláním.